# Castelsardo
Castelsardo là một đô thị (comune) ở tỉnh Sassari, vùng Sardinia của Ý. Đô thị Castelsardo có diện tích km², dân số thời điểm 31 tháng 5 năm 2005 là người.
Castelsardo có diện tích 45,48 km², dân số theo ước tính năm 2009 của Viện thống kê quốc gia Ý là 5846 người. 
Các đơn vị dân cư: Lu Bagnu, Multeddu, San Giovanni, Terra Bianca.
Đô thị Castelsardo giáp với các đô thị: